# Tysklands Grand Prix 1953
Tysklands Grand Prix 1953 var det sjunde av nio lopp ingående i formel 1-VM 1953.

## Resultat
- 1 Nino Farina, Ferrari, 8 poäng
- 2 Juan Manuel Fangio, Maserati, 6
- 3 Mike Hawthorn, Ferrari, 4
- 4 Felice Bonetto, Maserati, 3
- 5 Emmanuel de Graffenried, Emmanuel de Graffenried (Maserati), 2
- 6 Stirling Moss, Cooper-Alta
- 7 Jacques Swaters, Ecurie Francorchamps (Ferrari)
- 8 Alberto Ascari, Ferrari[1]
- = Luigi Villoresi, Ferrari[1]
- 9 Hans Herrmann, Hans Herrmann (Veritas)
- 10 Louis Rosier, Ecurie Rosier (Ferrari)
- 11 Rodney Nuckey, Rodney Nuckey (Cooper-Bristol)
- 12 Theo Helfrich, Theo Helfrich (Veritas)
- 13 Kenneth McAlpine, Connaught-Francis
- 14 Rudolf Krause, Greifzu (Reif-BMW)
- 15 Ernst Klodwig, Heck-BMW
- 16 Wolfgang Seidel, Autosport Team Wolfgang Seidel (Veritas)

### Förare som bröt loppet
- Luigi Villoresi, Ferrari[2]
- Alberto Ascari, Ferrari[2] (varv 15, motor), 1 poäng
- Alan Brown, Equipe Anglaise (Cooper-Bristol) (15, motor)
- Onofre Marimón, Maserati (13, upphängning)
- Edgar Barth, EMW-BMW (12, bröt loppet)
- Johnny Claes, Ecurie Belge (Connaught-Francis) (12, bröt loppet)
- Oswald Karch, Oswald Karch (Veritas) (10, bröt loppet)
- Willi Heeks, Willi Heeks (Veritas) (8, bröt loppet)
- Jean Behra, Gordini (7, växellåda)
- Harry Schell, Gordini (6, motor)
- Prince Bira, Connaught-Francis (6, upphängning)
- Theo Fitzau, Helmut Niedermayr (AFM-BMW) (3, bröt loppet)
- Kurt Adolff, Ecurie Espadon (Ferrari) (3, bröt loppet)
- Karl-Günther Bechem, Karl-Günther Bechem (AFM-BMW) (2, bröt loppet)
- Maurice Trintignant, Gordini (1, differential)
- Roy Salvadori, Connaught-Francis (1, motor)
- Erwin Bauer, Erwin Bauer (Veritas) (1, bröt loppet)
- Hans Stuck, Hans Stuck (AFM-Bristol) (0, bröt loppet)
- Ernst Loof, Veritas (0, bränslepump)

### Förare som ej startade
- José Froilán González, Maserati
- Helmut Glöckler, Equipe Anglaise (Cooper-Bristol) (motor)